# Heineken Trophy 2000 - Qualificazioni singolare maschile
Le qualificazioni del singolare maschile dell'Heineken Trophy 2000 sono state un torneo di tennis preliminare per accedere alla fase finale della manifestazione. I vincitori dell'ultimo turno sono entrati di diritto nel tabellone principale. In caso di ritiro di uno o più giocatori aventi diritto a questi sono subentrati i lucky loser, ossia i giocatori che hanno perso nell'ultimo turno ma che avevano una classifica più alta rispetto agli altri partecipanti che avevano comunque perso nel turno finale.
Le qualificazioni del torneo Heineken Trophy 2000 prevedevano 21 partecipanti di cui 4 sono entrati nel tabellone principale.

## Teste di serie
1. Rogier Wassen (Qualificato)
2. Karsten Braasch (Qualificato)
3. Marc-Kevin Goellner (Qualificato)
4. Dennis van Scheppingen (Qualificato)

1. Jan Boruszewski (ultimo turno)
2. Gabriel Trifu (ultimo turno)
3. Yves Allegro (secondo turno)
4. Kirill Ivanov-Smolensky (ultimo turno)

## Qualificati
1. Rogier Wassen
2. Karsten Braasch

1. Marc-Kevin Goellner
2. Dennis van Scheppingen

## Tabellone

### Legenda
| - Q = Qualificato - WC = Wild card - LL = Lucky loser | - ALT = Alternate - SE = Special Exempt - PR = Protected Ranking | - w/o = Walkover - r = Ritirato - d = Squalificato |

### Sezione 1
|  | Primo turno | Primo turno | Primo turno | Primo turno | Primo turno |  |  | Secondo turno | Secondo turno           | Secondo turno           | Secondo turno           | Secondo turno |   |   | Ultimo turno | Ultimo turno  | Ultimo turno | Ultimo turno | Ultimo turno |  |
|  |             |             |             |             |             |  |  |               |                         |                         |                         |               |   |   |              |               |              |              |              |  |
|  |             |             |             |             |             |  |  |               |                         |                         |                         |               |   |   |              |               |              |              |              |  |
|  |             |             |             |             |             |  |  | 1             | Rogier Wassen           | Rogier Wassen           | 6                       | 6             |   |   |              |               |              |              |              |  |
|  |             |             |             |             |             |  |  |               | Stefan Padberg          | Stefan Padberg          | 2                       | 1             |   |   |              |               |              |              |              |  |
|  |             |             |             |             |             |  |  |               |                         |                         |                         |               |   |   | 1            | Rogier Wassen | 6            | 2            | 6            |  |
|  |             |             |             |             |             |  |  |               |                         | 8                       | Kirill Ivanov-Smolensky | 2             | 6 | 3 |              |               |              |              |              |  |
|  |             |             |             |             |             |  |  |               | Daniel Miersch          | Daniel Miersch          | 1                       | 3             |   |   |              |               |              |              |              |  |
|  |             |             |             |             |             |  |  | 8             | Kirill Ivanov-Smolensky | Kirill Ivanov-Smolensky | 6                       | 6             |   |   |              |               |              |              |              |  |
|  |             |             |             |             |             |  |  |               |                         |                         |                         |               |   |   |              |               |              |              |              |  |

### Sezione 2
|  | Primo turno        | Primo turno        | Primo turno        | Primo turno | Primo turno |  |  | Secondo turno | Secondo turno      | Secondo turno      | Secondo turno      | Secondo turno |    |   | Ultimo turno | Ultimo turno    | Ultimo turno | Ultimo turno | Ultimo turno |  |
|  |                    |                    |                    |             |             |  |  |               |                    |                    |                    |               |    |   |              |                 |              |              |              |  |
|  |                    |                    |                    |             |             |  |  |               |                    |                    |                    |               |    |   |              |                 |              |              |              |  |
|  |                    |                    |                    |             |             |  |  | 2             | Karsten Braasch    | Karsten Braasch    | 6                  | 7             |    |   |              |                 |              |              |              |  |
|  | Thomas Shimada     | Thomas Shimada     | Thomas Shimada     | 6           | 7           |  |  |               | Thomas Shimada     | Thomas Shimada     | 2                  | 5             |    |   |              |                 |              |              |              |  |
|  | Devin Bowen        | Devin Bowen        | Devin Bowen        | 1           | 610         |  |  |               |                    |                    |                    |               |    |   | 2            | Karsten Braasch | 3            | 7            | 6            |  |
|  | Aleksandar Kitinov | Aleksandar Kitinov | Aleksandar Kitinov | 6           | 6           |  |  |               |                    |                    | Aleksandar Kitinov | 6             | 68 | 2 |              |                 |              |              |              |  |
|  | Franz Stauder      | Franz Stauder      | Franz Stauder      | 2           | 3           |  |  |               | Aleksandar Kitinov | Aleksandar Kitinov | 6                  | 6             |    |   |              |                 |              |              |              |  |
|  |                    |                    |                    |             |             |  |  | 7             | Yves Allegro       | Yves Allegro       | 3                  | 4             |    |   |              |                 |              |              |              |  |
|  |                    |                    |                    |             |             |  |  |               |                    |                    |                    |               |    |   |              |                 |              |              |              |  |

### Sezione 3
|  | Primo turno     | Primo turno     | Primo turno  | Primo turno | Primo turno |  |  | Secondo turno | Secondo turno       | Secondo turno | Secondo turno | Secondo turno |   |   | Ultimo turno | Ultimo turno        | Ultimo turno        | Ultimo turno | Ultimo turno |  |
|  |                 |                 |              |             |             |  |  |               |                     |               |               |               |   |   |              |                     |                     |              |              |  |
|  |                 |                 |              |             |             |  |  |               |                     |               |               |               |   |   |              |                     |                     |              |              |  |
|  |                 |                 |              |             |             |  |  | 3             | Marc-Kevin Goellner | 64            | 6             | 6             |   |   |              |                     |                     |              |              |  |
|  | Sander Groen    | Sander Groen    | Sander Groen | 6           | 6           |  |  |               | Sander Groen        | 7             | 4             | 4             |   |   |              |                     |                     |              |              |  |
|  | Jack Waite      | Jack Waite      | Jack Waite   | 3           | 3           |  |  |               |                     |               |               |               |   |   | 3            | Marc-Kevin Goellner | Marc-Kevin Goellner | 7            | 6            |  |
|  | Denis Golovanov | Denis Golovanov | 2            | 6           | 6           |  |  |               |                     | 6             | Gabriel Trifu | Gabriel Trifu | 5 | 4 |              |                     |                     |              |              |  |
|  | Igor Kornienko  | Igor Kornienko  | 6            | 1           | 2           |  |  |               | Denis Golovanov     | 5             | 6             | 62            |   |   |              |                     |                     |              |              |  |
|  |                 |                 |              |             |             |  |  | 6             | Gabriel Trifu       | 7             | 4             | 7             |   |   |              |                     |                     |              |              |  |
|  |                 |                 |              |             |             |  |  |               |                     |               |               |               |   |   |              |                     |                     |              |              |  |

### Sezione 4
|  | Primo turno   | Primo turno   | Primo turno   | Primo turno | Primo turno |  |  | Secondo turno | Secondo turno          | Secondo turno          | Secondo turno   | Secondo turno |   |    | Ultimo turno | Ultimo turno           | Ultimo turno | Ultimo turno | Ultimo turno |  |
|  |               |               |               |             |             |  |  |               |                        |                        |                 |               |   |    |              |                        |              |              |              |  |
|  |               |               |               |             |             |  |  |               |                        |                        |                 |               |   |    |              |                        |              |              |              |  |
|  |               |               |               |             |             |  |  | 4             | Dennis van Scheppingen | Dennis van Scheppingen | 6               | 6             |   |    |              |                        |              |              |              |  |
|  |               |               |               |             |             |  |  |               | Myles Wakefield        | Myles Wakefield        | 2               | 2             |   |    |              |                        |              |              |              |  |
|  |               |               |               |             |             |  |  |               |                        |                        |                 |               |   |    | 4            | Dennis van Scheppingen | 7            | 4            | 7            |  |
|  | Will Ritter   | Will Ritter   | Will Ritter   | 6           | 6           |  |  |               |                        | 5                      | Jan Boruszewski | 5             | 6 | 63 |              |                        |              |              |              |  |
|  | Koen Tuinbeek | Koen Tuinbeek | Koen Tuinbeek | 2           | 0           |  |  |               | Will Ritter            | Will Ritter            | 0               | 0             |   |    |              |                        |              |              |              |  |
|  |               |               |               |             |             |  |  | 5             | Jan Boruszewski        | Jan Boruszewski        | 6               | 6             |   |    |              |                        |              |              |              |  |
|  |               |               |               |             |             |  |  |               |                        |                        |                 |               |   |    |              |                        |              |              |              |  |